# Bellö församling
Bellö församling var en församling i Linköpings stift och Eksjö kommun. Den 1 januari 2005 uppgick församlingen i Ingatorp-Bellö församling.
Församlingskyrka var Bellö kyrka.

## Administrativ historik
Församlingen har medeltida ursprung.
Församlingen var till 2005 annexförsamling i pastoratet Ingatorp och Bellö. Den 1 januari 2005 uppgick församlingen i Ingatorp-Bellö församling.
Församlingskod var 068604.

## Komministrar
| Verksam   | Namn                            | Levnadstid | Övrigt                                     |
| --------- | ------------------------------- | ---------- | ------------------------------------------ |
| 1627–1647 | Magnus Eosander                 | 1603–1658  | Senare kyrkoherde i Örberga församling.    |
| 1647–1663 | Petrus Frostenius               | 1617–1668  | Senare kyrkoherde i Björsäters församling. |
| 1663–1673 | Daniel                          |            |                                            |
| 1673–1689 | Jonas Nicolai Stenius (Stening) | –1689      |                                            |
| 1690–1702 | Johannes Bruzelius              | 1663–1702  | Senare kyrkoherde i Flisby församling.     |
| 1702–1707 | Nicolaus Nicolai Rymonius       | 1664–1735  | Senare kyrkoherde i Ingatorps församling.  |
| 1704–1735 | Canutus Canuti Rosinius         | 1671–1735  |                                            |
| 1737–1762 | Nicolaus Rosinius               | 1706–1771  | Senare kyrkoherde i Hults församling.      |
|           | Birgerus Liedholm               |            | Senare kyrkoherde i Rumskulla församling.  |
| 1785–1802 | Johannes Magnus Johannis Phalén | 1751–1811  | Senare kyrkoherde i Ingatorps församling.  |
| 1803–1811 | Nils Fredrik Dusén              | 1770–1817  | Senare kyrkoherde i Ingatorps församling.  |
|           | Samuel Hadorff                  |            | Senare komminister i Målilla församling.   |
|           | Nils Weijmers                   | 1779–      | Senare kyrkoherde i Vireda församling.     |
| 1823–     | Lars Kraft                      | 1789–      |                                            |

## Klockare och organister
| Ämbetstid | Namn                | Levnadstid | Övrigt                            |
| --------- | ------------------- | ---------- | --------------------------------- |
| 1702-1708 | Per                 |            | Klockare                          |
| 1715-1716 |                     |            | Vakant                            |
| 1729–1760 | Daniel              |            | Klockare.                         |
| 1762      | Lars Wistrand       |            | Klockare och organist.            |
| 1763–1798 | Sven Söderström     | 1732–1798  | Klockare och organist.            |
| 1800–1823 | Henric Söderström   | 1770–1823  | Klockare och organist.            |
| 1825–1849 | Lars Johan Askeroth | 1802–1849  | Klockare och organist.            |
| 1852–1895 | Johan Rydell        | 1820–      | Klockare, organist och skollärare |